# Million Years Ago
A Million Years Ago Adele angol énekes-dalszerző dala a 25 (2015) című harmadik stúdióalbumáról. A dalt Adele és Greg Kurstin írta, a produceri feladatokat pedig az utóbbi látta el. Dalszövege arról szól, hogy a hírnév hogyan hatott rá személyesen és mindenkire körülötte. 2015-ben az Adele at the BBC-ben úgy nyilatkozott, hogy a dal „egyfajta történet ... Elhajtottam a Brockwell Park mellett, ami egy dél-londoni park, ahol régen éltem. Ott töltöttem a fiatalságom nagy részét”. Zeneileg egy akusztikus, csak gitárral kísért szám.
A Million Years Ago felkerült a slágerlistákra Ausztráliában, Belgiumban, Kanadában, Franciaországban, Finnországban, Németországban, Magyarországon, Írországban, Spanyolországban, az Egyesült Királyságban és az Egyesült Államokban. Adele előadta a dalt az Adele at the BBC, az Adele Live in New York City és a Today című műsorokban.

## Kompozíció
A Million Years Ago egy akusztikus, csak gitárral kísért szám, melyben Adele „a nem is olyan távoli gyermekkorának normalitása után sóvárog. Közel-keleti hangulatú dúdolásai révén Madonna Frozen című dalát idézi”. A dal szövege a hírnév témáit érinti, és azt, hogy ez „megrémíti”, a dal szövege arról szól, hogy a hírnév személyesen hogyan hatott rá és mindenkire körülötte, arról énekel, hogy hiányzik neki a levegő, az anyja és a barátai, de „az élete elillan, és én csak nézni és sírni tudok”. Jon Pareles a The New York Times-tól úgy jellemezte a dalt, mint „finom gitárballadát egy csipetnyi Édith Piaffal, [amely] az elveszett fiatalságot siratja”. A Rolling Stone írója, Brian Hiatt „egy kilencvenes évekbeli Madonna-balladához hasonlította a dalt a The Girl From Ipanema-val vegyítve”.

## Plágiumvád
2015 decemberében Adele-t azzal vádolták, hogy a Million Years Ago dallamát Ahmet Kaya énekes 1985-ös Acilara Tutunmak című dalából plagizálta.
2021 szeptemberében Toninho Geraes azzal vádolta meg, hogy plagizálta a Mulheres című dalát, egy szakértői elemzés szerint a dallam 88%-ban hasonló. Miután Adele képviselői nem reagáltak, a dal szerzője közölte, hogy bíróságra viszi az ügyet. A bíróság 2024 decemberében úgy döntött, hogy a dal plagizálásra utal, ezért világszerte ki kell vonni, és Adele-nek kártérítést kell fizetnie Toninho Geraesnek.

## Élő előadások
Előadta a dalt az Adele at the BBC című műsorban, amelyet 2015. november 2-án rögzítettek a The London Studiosban, és 2015. november 20-án sugározta a BBC One. A dalt a Today című műsorban is előadta 2015. november 25-én. Adele szintén előadta a dalt az Adele Live in New York City című exkluzív koncertjén, amelyet a Radio City Music Hallban rögzítettek 2015. november 17-én, és 2015. december 14-én sugározta az NBC.
Adele Daytime Emmy-díj jelölést kapott A legjobb zenei előadás egy nappali műsorban kategóriában a Million Years Ago című dal élőben történő előadásáért a Today műsorában.

## Helyezések
| Lista (2015–2017)                             | Legjobb helyezés |
| --------------------------------------------- | ---------------- |
| Ausztrália (ARIA)                             | 84               |
| Belgium (Ultratop 50 Flanders)                | 48               |
| Belgium (Ultratop 50 Wallonia)                | 46               |
| Dél-Korea Nemzetközi lista (Circle)           | 22               |
| Kanada (Canadian Hot 100)                     | 97               |
| Finnország (Latauslista)                      | 8                |
| Franciaország (Single Top 100)                | 42               |
| Németország (Media Control Charts)            | 74               |
| Magyarország (Single Top 40)                  | 36               |
| Írország (IRMA)                               | 94               |
| Izrael (Media Forest)                         | 3                |
| Hollandia Digitális dalok (Billboard)         | 7                |
| Skócia (Scottish Singles Top 40)              | 24               |
| Spanyolország (PROMUSICAE)                    | 25               |
| Egyesült Királyság (UK Singles Chart)         | 64               |
| Egyesült Királyság (UK Indie Chart)           | 10               |
| US Bubbling Under Hot 100 Singles (Billboard) | 19               |
| US Digital Songs (Billboard)                  | 28               |

## Minősítések
| Régió                                                            | Minősítés | Eladott példányszám |
| ---------------------------------------------------------------- | --------- | ------------------- |
| Kanada (Music Canada)                                            | platina   | 80 000‡             |
| Egyesült Királyság (BPI)                                         | ezüst     | 200 000‡            |
| ‡ Eladási+streaming példányszámok kizárólag a minősítés alapján. |           |                     |

## Fordítás
Ez a szócikk részben vagy egészben  a   Million Years Ago című angol Wikipédia-szócikk fordításán alapul.  Az eredeti cikk szerkesztőit annak laptörténete sorolja fel. Ez a jelzés csupán a megfogalmazás eredetét és a szerzői jogokat jelzi, nem szolgál a cikkben szereplő információk forrásmegjelöléseként.